# REI
REI（7月11日—）是居住在台灣的女性插畫家、人物設計師。

## 人物
- 在台灣著手於吉祥物設計（中華郵政等）、動漫畫雜誌封面、輕小說封面等繪製的工作。
- 在同人活動中表現得相當積極活躍，除台灣外亦有參加日本及香港的同人活動販售會。
- 2008年擔任Studio綠茶（すたじお緑茶）18禁遊戲《魔女騎士》的原畫及人物設定。

## 其他
- 插畫家みつみ美里的忠實支持者。

## 作品
人物設計・原畫
- 「Magic a Ride ～魔女騎士～」日文版（すたじお綠茶）2008年7月4日發售、中文版（未來數位）2009年1月31日發售
- 「しゅ～てぃんぐ妹スター☆ ～お兄ちゃん、覚悟しててよね♪～」日文版（Grand Cru）2011年3月31日發售
- 「放課後キッチン」日文版（あてゅ・わぁくす）2011年10月28日發售
- 「Friend to Lover」（SMEE）2013年6月28日發售

插圖
- すいーとブラッド（三原みつき）（MF文庫J）
- 怪物美眉系列（鮮鮮文化）
- 桃樂絲遊戲1~2（久本治著）（天使出版社）
- 謝謝你!壞運系列（B.L.著）（台灣角川書店）
- 終身保固的女僕與容易崩壞的我（值言著）（台灣角川書店）

漫畫連載 Web發布
- 繪圖郵件(パステルポスト)（Manganove） - Webcomic  2007年 - 2008年 連載

其他
- 台灣動漫專賣店綠林寮的看板娘「小綠」人物設計及插圖。
- 台灣動漫喫茶店珈琲可思客（Cafe Cosic）制服設定
- 《E☆2》的畫集「台灣的少女」封面繪者/參加者之一

手機卡牌遊戲
- 口袋戰姬繪者/參加者之一(九尾妖狐/聖女貞德/七原罪-嫉妒)
- 太公望（一般・新春）（千年戰爭アイギス）
- エニジタ(一般・聖誕)ジャノメエリカ｜（美少女花騎士）
- シルヴィ（一般・新春）｜（レッド：プライドオブエデン）

## 相關項目
- E☆2（页面存档备份，存于）
- すたじお緑茶（页面存档备份，存于）

## 外部連結
- REI's ROOM（页面存档备份，存于）
- 魔女騎士（页面存档备份，存于）
- YouTube上的REI頻道
- REI的twitter （页面存档备份，存于）
- REI的pixiv （页面存档备份，存于）